# Takeichi Nishi
Takeichi Nishi (12 de juliol de 1902 - 22 de març de 1945) fou un militar i esportista japonès. Participant en la disciplina del salt a cavall guanyà una medalla d'or en els Jocs Olímpics d'estiu de 1932. Morí durant la batalla d'Iwo Jima, on hi comandava una unitat de carros blindats.

## Carrera esportiva
Nishi i el seu cavall Urà van competir en concursos de salt per tot Europa, amb bons resultats. El 1932, quan Nishi era tinent, van participar en els Jocs Olímpics d'Estiu de 1932 a Los Angeles, guanyant una medalla d'or en la disciplina individual de salt. Aquesta segueix sent l'única medalla olímpica del Japó fins a la data en un esdeveniment eqüestre. La seva victòria va trencar l'hostilitat general cap al Japó després de l'Incident de Mukden i la invasió japonesa de Manxúria. Els occidentals, sobretot els nord-americans, començaren a referir-s'hi com el Baró Nishi. També va esdevenir molt popular entre els nord-americans d'origen japonès, condemnats a l'ostracisme en la societat americana d'aquest període.
Durant la seva estada a Los Angeles, Nishi va esdevenir famós, tant per la seva passió pels automòbils convertibles com per arribar a ser part del cercle social liderat per la parella d'estrelles de cinema Mary Pickford i Douglas Fairbanks.
L'agost de 1933, després dels Jocs Olímpics, va ser reassignat a un regiment de cavalleria i va ser promocionat al lloc d'instructor de cavalleria amb el grau de capità.
Nishi i Urà van participar en els Jocs Olímpics d'Estiu de 1936 a Berlín, Alemanya, però Nishi va caure del cavall a mitjan camí. S'especulà que ho feu intencionadament i en benefici de país amfitrió, l'Alemanya nazi, amb la qual el Japó anava a signar el Pacte Tripartit de 1940, formant l'aliança coneguda com les Potències de l'Eix. Alemanya va guanyar així el concurs de salt. Després d'això, Nishi fou reubicat en un càrrec tècnic i ascendit a major el març de 1939.

## Carrera militar
A principis dels anys 40, Japó estava reduint les seves forces de cavalleria i formant regiments de tancs. Nishi va ser reassignat al comandament del 26è regiment de carros blindats, amb seu a Mudanjiang, al nord de Manxukuo en tasques defensives. Va acabar guanyant el rang de tinent coronel a l'agost de 1943. El 1944 fou assignat a la defensa d'Iwo Jima.
El 1945, després d'una extensa campanya de bombardejos navals i aeris, la Marina dels Estats Units d'Amèrica va posar en marxa un assalt amfibi a Iwo Jima, que començà el 19 de febrer. Degut a la particular orografia de l'illa, la majoria de tancs es feren servir únicament com a canons, enterrats i atrinxerats.
Les forces nord-americanes, que sabien que Nishi era un comandant enemic, van emetre anuncis diaris per tal que s'entregués, dient que al món li sabria greu perdre al "Baró Nishi"; tot i que aquest mai va respondre a les crides. L'oficial d'intel·ligència nord-americana responsable d'aquest intent va ser Sy Bartlett, que més tard escriuria la novel·la i el guió de la pel·lícula Twelve O'Clock High. El 1966, Bartlett va visitar a la vídua de Nishi a Tòquio i va presentar els seus respectes al Santuari de Yasukuni.
Es desconeixen les circumstàncies de la mort de Nishi. Una teoria és que es va trobar enmig de les forces enemigues al matí del 21 de març i que va ser mort per foc de metralladora mentre es desplaçava a la seu del regiment. Una altra és que ell i el seu ajudant es van suïcidar amb les seves armes prop Ginmyōsui o Futagoiwa. També s'especula que podria haver estat cremat pels llançaflames nord-americans el 22 de març, o que ell i diversos subordinats van dur a terme un assalt final i van morir en acció.

## En la cultura popular
El personatge de Nishi apareix en la pel·lícula de 2006 Cartes des d'Iwo Jima, interpretat per Tsuyoshi Ihara on se'l caracteritza com un bon amic del seu superior, el general Tadamichi Kuribayashi.